# Сан-Бартоломеу-де-Мессинеш
Сан-Бартоломеу-де-Мессинеш (порт. São Bartolomeu de Messines) — район (фрегезия) в Португалии, входит в округ Фару. Является составной частью муниципалитета Силвеш. По старому административному делению входил в провинцию Алгарве (регион). Входит в экономико-статистический субрегион Алгарве, который входит в Алгарве. Население составляет 8491 человек на 2001 год. Занимает площадь 246,41 км².